# Тетеревятка (река)
Тетеревятка — река в России, протекает по Саратовской области, Волгоградской области. Устье реки находится в 29 км по левому берегу реки Добринка. Длина реки составляет 18 км, площадь водосборного бассейна 146 км².

## Данные водного реестра
По данным государственного водного реестра России относится к Донскому бассейновому округу, водохозяйственный участок реки — Медведица от истока до впадения реки Терса, речной подбассейн реки — Дон между впадением Хопра и Северского Донца. Речной бассейн реки — Дон (российская часть бассейна).
Код объекта в государственном водном реестре — 05010300112107000008610.